# Gianni Motta

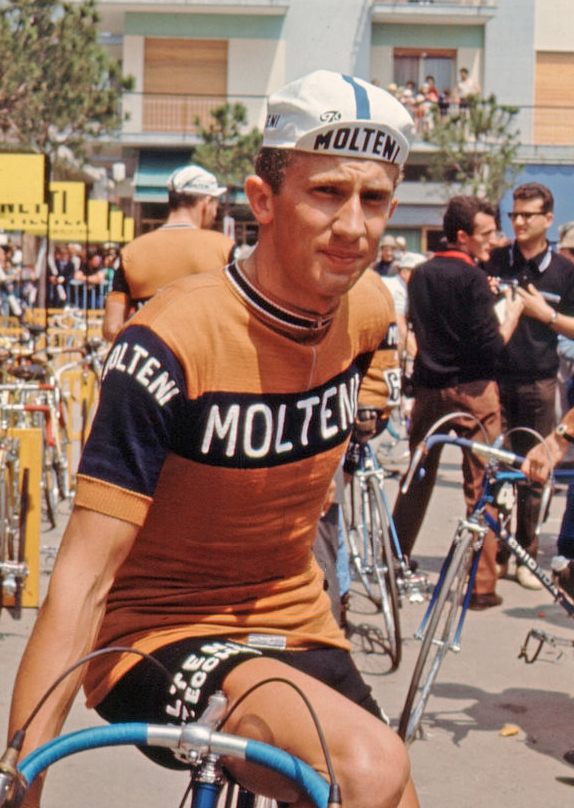
Gianni Motta, Giro d'Italia 1966.

Gianni Motta (13 de março de 1937, Cassano d'Adda, Lombardia) foi um ciclista profissional italiano. Atuou profissionalmente entre 1946 e 1976.
Foi o vencedor do Giro d'Italia em 1966 .